# Aedophron venosa
Aedophron venosa là một loài bướm đêm trong họ Noctuidae.